# Ли, Анна (религиозный деятель)
Анна Ли (англ. Ann Lee; 29 февраля 1736 — 8 сентября 1784), также известная как Матушка Анна Ли (Mother Ann Lee), Анна Мир (Ann the World) и Энн Элизабет Лис (Ann Elizabeth Lees) — британская и американская религиозная деятельница, с 1772 по 1784 год — руководительница «Объединённого сообщества верующих во Второе Пришествие Христа», более известного как шейкеры. В 1774 году, спасаясь от гонений, она вместе с небольшой группой единоверцев эмигрировала из Англии и поселилась в штате Нью-Йорк. Анна Ли публично проповедовала и возглавляла религиозную организацию шейкеров в те времена, когда лишь немногие женщины были религиозными лидерами. Её даже называли женским олицетворением Бога. 

## Детство и юность
Родилась 29 или 28 февраля 1736 года в доме на улице Тоад Лейн (англ. Toad Lane; позднее Todd's Street) в Манчестере, Англия. В этом же доме и жила вплоть до отъезда в Америку. Отец — свободный ремесленник Джон Ли (John Lee) (или Джон Лиc (John Lees)), который днём работал кузнецом, подковывал лошадей, а по ночам нередко подрабатывал портным, шил одежду. Таким же ремеслом промышлял и родной брат Анны Уильям. 
Тогда индустриализация в Англии была ещё на ранней стадии, и продукция ремесленников-одиночек и небольших мануфактур оставалась конкурентоспособной, а тех значительных экологических и социальных проблем, которые возникли в Манчестере и других промышленных городах позднее, во времена детства Анны Ли ещё не было. Но уже создавались крупные мануфактуры и фабрики, бурно развивавшиеся за счёт сверхэксплуатации труда нищих работников, в том числе детей и подростков; на одной из них пришлось работать юной Ли. Родителей Анны Ли шейкеры описывают как бедных, но честных и добросовестных тружеников; несмотря на то, что качественная работа Джона Ли пользовалась спросом в Манчестере, его заработков едва хватало, чтоб прокормить многодетную семью.
О матери Анны Ли известно только, что она была очень набожной религиозной женщиной; не сохранилось даже её имя. Анна была вторым из восьми детей в семье; по одним сведениям, было 5 сыновей и 3 дочери, по другим — наоборот, 5 дочерей и 3 сына. Известны имена братьев Анны: Джозеф (Joseph), Уильям (William), Джеймс (James), Даниэль (Daniel) и Джордж (George) и сестры Мэри (Mary).
Родители Анны, и она сама поначалу тоже, по вероисповеданию были квакерами, состояли в манчестерском отделении «Сообщества Друзей». 1 июня 1742 года в возрасте 6 лет Анна Ли была частным образом крещена в городском кафедральном соборе Манчестера.

Семья была крайне бедной и не имела возможности дать детям даже начальное образование; Анна Ли никогда не училась в школе и осталась полностью неграмотной, ни читать, ни писать не могла. В восемь лет вместо школы пошла работать на хлопкопрядильную текстильную фабрику: сначала кроила бархат, потом готовила хлопок для ткацких станков. Дети на фабрике работали стоя по двенадцать часов в день шесть дней в неделю, и даже в воскресенье они не могли целый день отдыхать, а помогали чистить оборудование, рискуя получить травмы. Потом Анна Ли была подмастерьем у шляпника (кроила мех), затем работала поварихой в манчестерском лазарете. Несмотря на отсутствие всякого образования, девушка оказалась сметливой, добросовестной, старательной, аккуратной и способной к быстрому овладению ремеслом; у неё была хорошая память, она неплохо ладила с людьми и приспосабливалась к новым обстоятельствам, не любила детские игры и довольно рано повзрослела.
По шейкерским источникам, Анна Ли с раннего детства была необычным ребёнком, часто говорила, что видела сверхъестественные явления, была очень чувствительной. Такой девушке тяжко было жить в довольно грязном рабочем квартале Манчестера, среди пьяниц и грубиянов. Ей приходилось пользоваться общим туалетом во дворе и спать на одной кровати с родителями. Возможно, из-за этого у Анны Ли развилась стойкая антипатия к сексуальности, а также к любой грязи, неопрятности и беспорядку.

## Личная жизнь

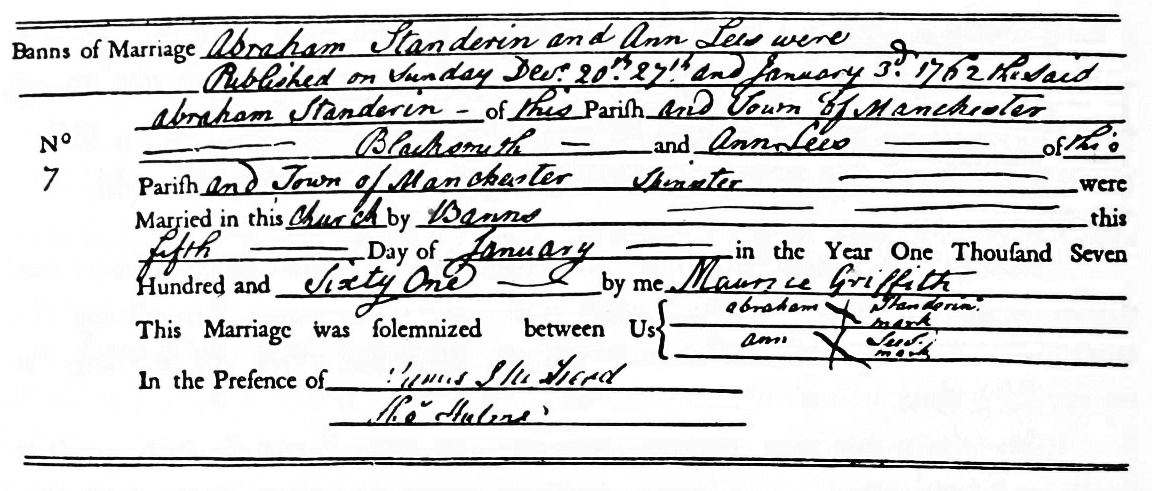
Запись о бракосочетании Анны Ли. И она, и её муж были неграмотными, потому поставили крестики вместо подписей. Этот крестик единственная сохранившаяся запись, сделанная рукой Анны Ли

Ещё с подросткового возраста Анну крайне смущали вопросы взаимоотношения полов и собственная сексуальность; она призывала мать к воздержанию, за что нередко получала побои от отца. Это отвращение к отношениям с мужчинами постепенно усиливалось и проявлялось в неоднократных попытках избежать замужества и остаться в девицах. В конечном итоге, отец заставил её выйти замуж за своего коллегу-кузнеца Абрахама Стенли (Стендерина, Стендли) (англ. Abraham Stanley (Standerin, Standley)), страдавшего алкоголизмом, когда Анне Ли ещё не исполнилось 18 лет (т. е. не позднее 1754 года). Однако их венчание состоялось только 5 января 1761 года в Манчестерском городском соборе Церкви Англии; несмотря на то, что к этому времени Ли уже четыре года состояла в сообществе «трясущихся квакеров» Wardley Society и не была англиканкой, эту церковь также выбрал отец для венчания дочери. Анна продолжала жить в доме своего отца и после замужества, испытывала постоянные угрызения совести за свой сексуальный грех. Но ничего не могла поделать: у неё не было ни юридического права, ни фактической возможности воспротивиться воле отца и мужа.
Анна беременела восемь раз, четыре беременности закончились выкидышами, а из четырёх детей Абрахама и Анны, родившихся живыми, трое умерли ещё во младенчестве, и о них не сохранилось записей; последний ребёнок — девочка Элизабет — родилась через кесарево сечение и умерла на седьмом году жизни в начале октября 1766 года; сохранились церковные записи о её крещении 15 июля 1764 года и отпевании 7 октября 1766 года. После последних родов Анна впала в тяжёлую депрессию и решила навсегда отказаться от секса с мужчинами. Младенческая и детская смертность в те времена была очень высокой, и половина детей рабочих Манчестера не доживала до пяти лет. Наверняка Анна Ли знала, что такое горе — не у неё одной; однако всё равно считала тяжёлые роды и смерть детей наказанием за её грехи, молилась ночи напролёт, расхаживая по дому, чтобы не заснуть, а потом решила, что брак и секс есть корень всех зол.
Мать Анны Ли умерла рано, и Анне пришлось заменить её в домашней работе и в заботах о младших братьях и сёстрах. Часто Анна Ли нарочно не давала себе ни минуты отдыха, пытаясь таким образом побороть депрессию и «освободиться от пут греха». Иногда она ходила в разные религиозные общины города, ища подходящую для себя.
Церковь Англии, в которой Анна была в детстве крещена, а потом венчана, не вызывала у неё симпатии и казалась слишком холодной, чрезмерно интеллектуальной и вообще бессмысленной. Эта церковь, по мнению Анны Ли, была больше озабочена властью и ритуалами, нежели нуждами простых людей, к тому же оправдывала любые жестокости государства. В те дни в Англии смертная казнь полагалась за 253 преступления, включая такие малозначительные, как убийство чужого кролика, незаконную рубку дерева или кражу пяти шиллингов. К смерти могли приговорить даже десятилетнего ребёнка. И Анна Ли категорически отвергла официальную церковь, которая поддерживала подобную «справедливость».
Совсем другой отклик в душе Анны вызвали выступления проповедников-методистов Джона Уэсли и Джорджа Уайтфилда. Несмотря на все преследования и оскорбления, они продолжали собирать людей под деревьями и пробуждать в простых рабочих сознание того, что они — тоже дети Бога, и потому имеют права. Уайтфилд выступал очень красноречиво, вызывая в слушателях очень живую, эмоциональную, порой доходящую до истерики реакцию. Его слова про всесильную любовь Бога не были новыми в христианстве, но идея о том, что Святой Дух может оказывать непосредственное влияние на повседневную жизнь обычного человека, была необычной. Такая пламенная проповедь очень впечатлила Анну и стала для неё уроком, который она запомнила на всю жизнь.

## Wardley Society
В сентябре 1758 года 22-летняя повариха лазарета Анна Ли вступила в Wardley Society — религиозную группу, основанную и возглавляемую Джейн и Джеймсом Уордли. Супруги Уордли были небогатыми портными из Болтона и набожными квакерами, считавшими, что истинная религия возникает из внутреннего опыта. Но в 1747 году они из этого опыта получили «следующую степень света и силы», что побудило их отделиться от «Сообщества друзей» (Society of Friends) и создать свою религиозную группу, более эмоциональную. Другие квакеры в то время уходили от бурных проявлений духовной жизни, ранее практиковавшихся у них, но Wardley Society продолжало такую практику, за что его членов прозвали «трясущимися квакерами» (англ. Shaking Quakers). Уордли полагали, что таким способом возможно «перенести» людей из страданий и печалей физического мира на высокий план духовного мира; на них произвели большое впечатление экстатические богослужения камизаров.
Первое собрание Wardley Society состоялось в Болтоне, и на нём Джейн Уордли обратилась к последователям с призывом:

Покайтесь. Ради близкого царствия Божьего. Приблизились новое небо и новая земля, предсказанные старыми. Брак Агнца, первое воскресение, новый Иерусалим низошли, и уже у дверей. И когда Христос снова придёт, и истинная церковь восстанет в полной и превосходящей славе — тогда все антихристианские деноминации — священники, Церковь, Папа — будут сметены.
Оригинальный текст (англ.)Repent. For the kingdom of God is at hand. The new heaven and new earth prophesied of old is about to come. The marriage of the Lamb, the first resurrection, the new Jerusalem descended from above, these are even now at the door. And when Christ appears again, and the true church rises in full and transcendent glory, then all anti-Christian denominations—the priests, the Church, the pope—will be swept away.

Анна наконец нашла то, что искала, что могло принести утешение и облегчение. Потом она говорила, что, вступив в это сообщество, прошла «крещение Духом», исповедовалась перед старшими во всех прежних грехах, слёзно молилась три дня и три ночи напролёт, и Бог даровал ей «истинные желания». Когда она поведала Джейн Уордли свои печали, та сказала: «Джеймс и я живём вместе, но больше не прикасаемся друг к другу после того, как у нас родилось двое детей. Ты можешь вернуться и делать так же». Это совершенно совпало с мыслями Анны Ли, и она категорически отказалась от близости с мужем, сказав, что категорически запретила себе «всякое удовольствие похотливой природы», и что теперь ей даже страшно ночью закрыть глаза — как бы не проснуться в аду. Муж её Абрахам, очень привязанный к Анне, поначалу сильно расстроился, устраивал скандалы, которые слышали все соседи, и пробовал принудить её, но безуспешно. Тогда он пожаловался священнику, и тот попробовал помочь, объяснить Анне, что жена должна повиноваться мужу как Господу (Еф. 5:22). Но Анна была непреклонна. Она говорила, что только полное отрицание плоти может очистить её измученную душу, что она никогда больше не вступит в интимную связь, и точка. Неграмотный кузнец Абрахам, что удивительно, тогда не расстался с Анной, но ещё больше привязался к ней, а потом вдруг решил принять её веру и тоже стал «трясущимся квакером», шейкером — членом Wardley Society.
Собрания Wardley Society проходили в Манчестере, Мертауне (англ. Meretown, Mayortown), Честере и в других местах вблизи Манчестера. Начинались они, как и у квакеров, с общей молчаливой молитвы сидя. Затем присутствующие по одному вставали и исповедовались в своих грехах перед всем собранием. Это поначалу поразило Анну Ли, мучившуюся от тяжести своих грехов и ещё сильнее от невозможности выполнить все требования христианства в её реальной жизни; неужели от этого можно избавиться, просто открывшись перед людьми-единоверцами? Затем на собрании начиналась пылкая проповедь; чаще всего выступала Джейн Уордли (Матушка Джейн). Она рассказывала о своём мистическом опыте: небесных огнях и голосах, видениях — и о том, что Новая Эра уже наступает. В то время в Англии (да и не только) женщина-проповедница была чем-то неслыханным. Многие христиане и сейчас не приемлют этого, ссылаясь на слова апостола Павла о том, что женщины в церкви должны молчать (1Кор. 14:34). Но квакеры стали исключением: уже с 1670 года основатель «Сообщества друзей» Джордж Фокс назначал женщин на руководящие должности в сообществе, поскольку он считал, что дух Божий обитает в каждом человеке. Шейкеры, вышедшие из квакеров, эту идею полностью принимали.
Заключительная часть собрания шейкеров была самой динамичной: на ней верующие пытались выразить свои внутренние чувства телодвижениями: ходили по залу, пели, танцевали, тряслись, кричали. За это сторонние люди в насмешку прозвали их «трясущимися квакерами» (англ. Shaking Quakers). В дальнейшем это насмешливое прозвище стало нормативным общеупотребительным наименованием данного религиозного движения.
Анна Ли очень высоко отзывалась о Джеймсе и Джейн Уордли, которые для неё стали духовными родителями и учителями, дали ей бесценное духовное и нравственное наставление, избавление от власти греха и новый смысл жизни. Но особенно интересной Анне Ли показалась идея о том, что Христос снова придёт, чтобы царствовать на Земле, и придёт в образе женщины. Подобная трактовка Второго Пришествия и сейчас многим кажется слишком радикальной или даже богохульной, а для Англии XVIII века это было вообще немыслимо. Но «трясущиеся квакеры» верили в Бога, сочетающего в себе мужское и женское начало, и полагали, что если в первый раз Он явился к людям в мужском образе Иисуса Христа, то во второй раз придёт в женском образе. Джейн Уордли находила подтверждение этому в «Книге пророка Иеремии»: «Долго ли тебе скитаться, отпадшая дочь? Ибо Господь сотворит на земле нечто новое: жена спасёт мужа» (Иер. 31:22). Анну Ли потрясла эта мысль: неужели грядущее Царство Божие на Земле может быть установлено через женщину?
В Wardley Society супружество не запрещалось, даже проводились квакерские религиозные церемонии бракосочетания; многие новобрачные после них или даже без них «подтверждали» свой брак обрядом в Англиканской церкви, поскольку другое бракосочетание по законам Англии того времени не имело юридической силы. Те законы не давали женщинам практически никаких гражданских прав: женщина не могла голосовать, подписывать договоры, владеть собственностью отдельно от мужчины. Легальное расторжение брака в некоторых случаях допускалась, но при этом разведённая женщина не имела прав не только на долю имущества, но даже на своих детей, рождённых в этом браке. Как факт принималось то, что женщина не способна сама о себе позаботиться, и если у неё не было мужа, то за неё отвечали отец или братья.
Но Анна Ли, уже имевшая негативный личный опыт супружеской жизни, стала активно выступать на собраниях сообщества с обличениями различных грехов и пропагандой против всякой сексуальности и супружества, отличилась ораторским мастерством и привлекала всё больше внимания слушателей. Она же обратила в веру шейкеров своих отца и мужа, сестру и двух братьев.
Когда количество членов сообщества возросло, их начали преследовать, толпы людей нападали на верующих и кидали в них камни. Местные власти в странных и шумных собраниях «трясущихся квакеров» видели угрозу установленному порядку в городе. Однажды в воскресенье очередное собрание Wardley Society проходило в доме Джона Ли. Местный начальник узнал об этом, и привёл толпу людей к этому дому. Осаждающие вломились, стали грубо хватать и вытаскивать верующих. Их поместили в каменную тюрьму Манчестера, но на следующее утро выпустили всех, кроме Анны Ли и её отца, которых обвинили в «осквернении дня отдохновения» (англ. profaning the Sabbath) и продержали в заключении несколько недель. Тюрьма не сломила Анну Ли, и она упорно продолжала духовные поиски и религиозную деятельность.
Далее последовали девять лет напряжённой «духовной работы» Анны Ли. О внешних материальных событиях из её жизни в Англии в тот период сведений нет, а о её аскетической религиозной практике сохранились только свидетельства шейкеров. По этим свидетельствам, Матушка Анна настолько усердствовала в посте и слёзных молитвах дни и ночи напролёт, что довела себя до кровавого пота и такой степени истощения, что уже не могла ходить без посторонней помощи. Анна тогда чувствовала себя беспомощной, как маленький ребёнок — и усматривала в этом своё второе рождение. Временами ей внезапно становилось лучше, и тогда она продолжала свои пламенные, порой даже истеричные проповеди. В 1770 году она была опять арестована в Манчестере — теперь за «возмущение спокойствия» (англ. disturbing the peace), но и второе тюремное заключение со всеми его страданиями Анна воспринимала как необходимое для познания Бога. По словам Эванса, через все эти труды, физические и душевные страдания Анна Ли смогла очиститься и подготовиться к тому, чтобы стать храмом, в который сможет прийти Дух Христа во время Второго Пришествия — подобно тому, как во время Первого Пришествия он вошёл в тело Иисуса при Его крещении в Иордане.
В тюрьме у Анны начались яркие видения и сильные религиозные переживания. В одном из них она увидела Адама и Еву в раю, и то, что первородным грехом стало их совокупление. Это окончательно укрепило её уверенность в том, что половое влечение является причиной всякого зла в мире, и в том, что мужчины и женщины, желающие войти в новую духовную эру, должны полностью отказаться от похотливых плотских удовольствий. Самоотрицание через соблюдение целибата есть первейшее необходимое условие для всякого, кто хочет обрести духовную силу и прийти к Богу. Тогда же во время «явления Божественного света» Анне Ли «открылось», что Второе Пришествие осуществляется через неё. Этот опыт Анна переживала столь сильно, что запомнила на всю жизнь, и он во многом определил дальнейшую судьбу её самой и её последователей. После этих очень эмоциональных и болезненных переживаний к Анне пришли спокойствие и благодать, и она наконец ощутила, что её грехи прощены и проблемы разрешены.
Выйдя на свободу, она с новой силой стала выступать на собраниях Wardley Society, рассказывать о том, что ей открылось, и ещё больше завораживала слушателей. Даже сами супруги Уордли были настолько поражены той духовной силой, которая теперь исходила от Анны Ли, что вскоре  передали ей руководство сообществом, а сами «вышли в отставку».
Матушка Анна Ли стала не только административным, но и безусловным духовным лидером Wardley Society. Позднее эта группа харизматических христиан стала называться «Объединённое сообщество верующих во Второе Пришествие Христа» (англ. United Society of Believers in Christ's Second Appearing — USBCSA). Шейкеры верят, что Анна Ли тогда стала «контр-Евой» (англ. counter-Eve) и «аналогом» (counterpart) Христа. Её стали называть «Анна Мир» (англ. Ann the World). Многие люди посчитали её женщиной-мессией, несмотря на то, что сама Анна Ли не говорила такого о себе.
Матушка Анна ввела в религиозную практику громкие песнопения, крики, танцы, тряски, прыжки, говорение на незнакомых языках и предсказательство. Она заявляла о том, что является той самой «женой, облечённой в солнце», о которой говорится в 12 главе «Откровения Иоанна Богослова» (Откр. 12:1) , что чудом спаслась от смерти, вела диспуты с четырьмя священнослужителями в течение 4 часов на 72-х языках, получила от Святого Духа дары исцеления, проницательности, говорения на языках и много откровений на тему грехопадения Адама и Евы и его связи с половым актом, призывала покаяться в грехах, отказаться от всех земных благ, нести крест целомудрия и, отказываясь ото всех «похотливых удовольствий», отвергнуть и брак: 

Мне было видение Господа Иисуса в его царстве и во славе. Он открыл мне глубину падения человека, то, чем оно было, и путь к искуплению его. После этого я смогла свидетельствовать против греха, который есть корень всех зол; и я ощутила силу Бога, что вливается в мою душу, как живая вода из ключа. С этого дня я стала способной нести полновесный крест вопреки всем скорбным действиям плоти.
Оригинальный текст (англ.)I saw in vision the Lord Jesus in his kingdom and glory. He revealed to me the depth of man's loss, what it was, and the way of redemption therefrom. Then I was able to bear an open testimony against the sin that is the root of all evil; and I felt the power of God flow into my soul like a fountain of living water. From that day I have been able to take up a full cross against all the doleful works of the flesh.
— Evans
По её мнению, уже пробил «одиннадцатый час», скоро конец света, и те, кто не поверит её словам, не примет её свидетельства — погибнут в своём неверии так же, как евреи, не признавшие Христа. Так же Матушка Анна установила, что новичок при вступлении в сообщество должен исповедоваться в грехах лично перед ней либо перед назначенным ею «истинным свидетелем Бога».
Властям и полиции Манчестера бурные молитвенные собрания «трясущихся квакеров» по-прежнему представлялись как минимум подозрительными, даже если они проводились в частных домах и в кругу единоверцев. За домом Джона Ли было установлено наружное наблюдение, и когда в воскресенье 11 июля 1772 года Анна Ли устроила собрание там — оно опять закончилось задержанием всех участников с применением грубой силы. После яростных выступлений против «корня человеческой греховности» Ли была ещё раз задержана и помещена на несколько недель в сумасшедший дом.
По утверждению Эванса, вскоре Матушка Анна получила ещё одно духовное откровение, в котором Дух велел ей и её последователям переселиться в Америку, потому что Бог избрал живущих там людей, и «Церковь Второго Пришествия Христа» (англ. Church of Christ's Second Appearing) будет создана в Америке; позднее она рассказала об этом:

 

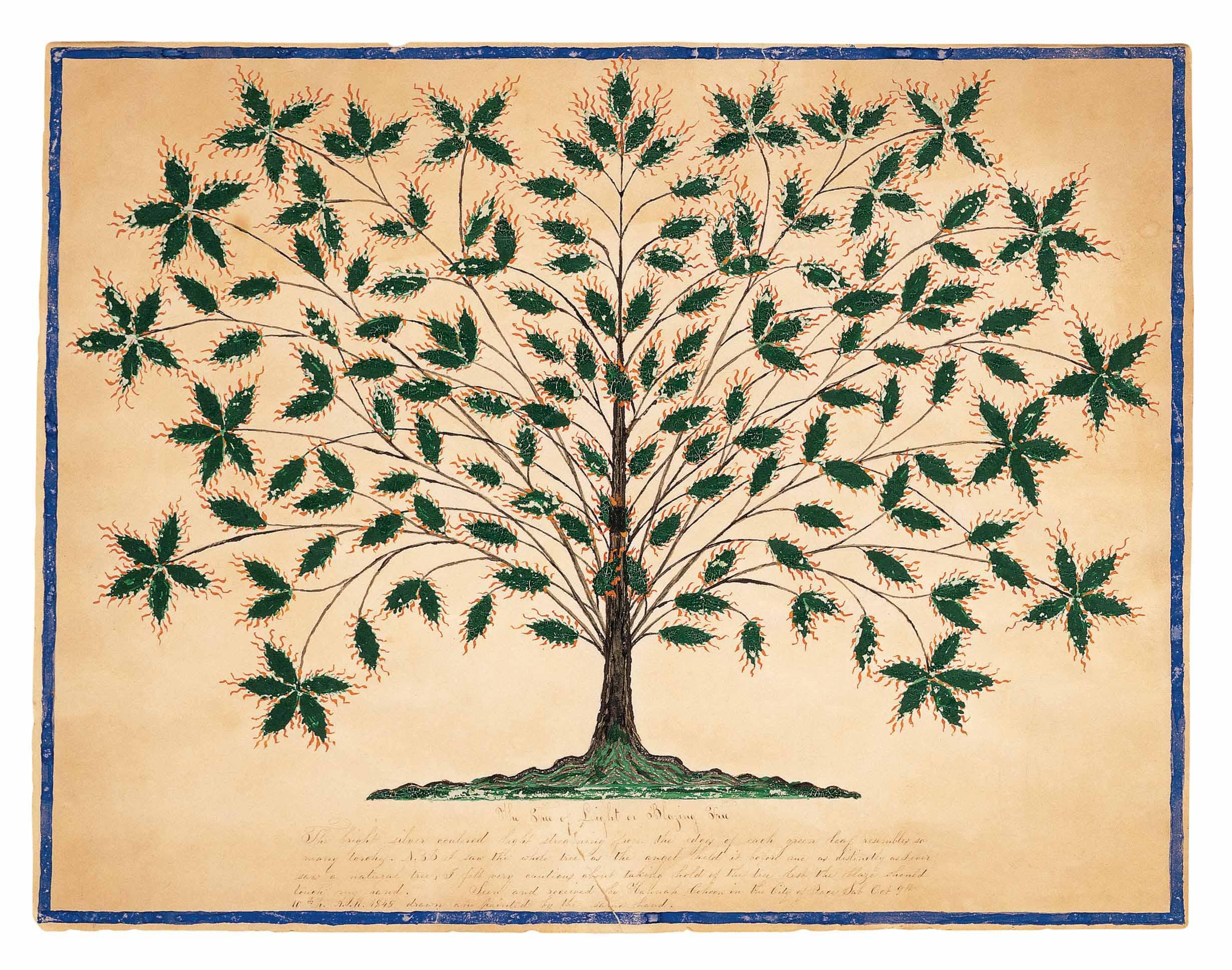
Сияющее дерево стало символом шейкеризма

Через Божественное откровение я узнала, что Бог избрал людей в Америке; я видела некоторых из них в виде́нии; а когда я встретилась с ними в Америке, я узнала их. У меня было видение об Америке: я видела большое дерево, каждый лист на котором сиял столь ярко, что был похож на горящий факел, и [это дерево] представляло Церковь Христову, которая скоро будет учреждена в этой земле.
Оригинальный текст (англ.)I knew by the revelation of God, that God had a chosen people in America; I saw some of them in vision; and when I met with them in America, I knew them. I had a vision of America: I saw a large tree, every leaf of which shone with such brightness as made it appear like a burning torch, representing the Church of Christ, which will yet be established in this land.

Фрэнсис это видение и эти слова приписывает не Анне Ли, а Джеймсу Уиттекеру.
Анна Ли потом утверждала, что смогла тогда предсказать обретение независимости британскими колониями в Америке, и то, что там будет действительная свобода совести для всех людей, что даст верующим возможность служить Богу без помех и чужого вмешательства.
Не все члены общины приняли нововведения Матушки Анны, и в 1773 году их осталось около тридцати человек из, предположительно, шестидесяти. Большая часть ушла, в том числе супруги Таунли (Townley), у которых жили основатели сообщества Джейн и Джеймс Уордли и проходили собрания шейкеров. Сами Уордли не ушли из сообщества, но выбрали остаться в Манчестере из-за возраста, состояния здоровья и, возможно, некоторых разногласий с Анной Ли. Вскоре после эмиграции Анны Ли они переехали из дома Таунли в дом бедняков, где и провели остаток жизни.
19 мая 1774 года Анна Ли и восемь её последователей  отправилась на корабле «Мария» (Maria) под командованием капитана Смита (Smith) в плавание из Ливерпуля в Нью-Йорк. С Матушкой Анной были: муж Абрахам Стенли (англ. Abraham Stanley), брат Уильям Ли (William Lee), племянница Нэнси Ли (Nancy Lee), а также Джеймс Уиттекер, Джон Хокнилл (John Hocknell), финансировавший этот переезд, с его сыном Ричардом Хокниллом (Richard Hocknell), Джеймс Шепард (James Shephard) и Мэри Партингтон (Mary Partington).
Ещё несколько человек из бывшего Wardley Society переехали в Америку год спустя. Оставшаяся в Манчестере община шейкеров, видимо, какое-то время продолжала существовать, но постепенно сошла на нет.
По словам Джеймса Уиттекера, перед посадкой Матушка Анна сказала капитану корабля, чтоб он не обвинял пассажиров, не нарушающих закон Бога. Шейкеры-основатели и на корабле устроили своё шумное богослужение с песнями и танцами, чем очень разозлили капитана, и тот пригрозил выбросить их за борт, если подобное повторится. Но шейкеры не подчинились, и в следующий раз капитан попробовал привести свою угрозу в исполнение. В то время был сильный шторм, от удара волны сместилась одна из досок в обшивке корабля и началась столь сильная течь, что помпы не успевали откачивать воду. Вконец отчаявшийся и смертельно бледный капитан уже не видел выхода, и сказал, что все погибнут до утра. Но Матушка Анна сказала ему: «Не падайте духом, капитан; ни один волос не упадёт с наших голов, мы доплывём до Америки целыми и невредимыми. Я только что видела двух сияющих ангелов Божиих, стоящих на мачте, они передали мне это обещание». Анна и её спутники стали к помпам помогать матросам откачивать воду. На корабль налетела ещё одна большая волна, и та доска обшивки стала на место, течь прекратилась и судно удалось спасти. После такого «чуда» капитан более не мешал шейкерам проводить богослужения, и действительно 6 августа 1774 года это плавание благополучно завершилось в порту Нью-Йорка, и капитан там объявил, что это если бы не Анна Ли и её последователи, они бы не доплыли.
После прибытия в Америку этим переселенцам пришлось временно разойтись, чтобы в разных местах искать себе работу, а также землю для создания поселения. Уильям Ли, Уиттекер и Шепард нашли работу в городе Олбани. Анна Ли и Абрахам Стенли поселились в городе Нью-Йорке на Перл-стрит в доме кузнеца Смита; Абрахам работал у него же подмастерьем, Анна — уборщицей и прачкой. В конце лета 1775 года Абрахам тяжело заболел, Анна выхаживала его, как могла. Когда же он поправился, вместо благодарности снова стал пьянствовать и оскорблять Анну, отказался от религии шейкеров, а потом привёл в дом молодую женщину и сказал Анне, что возьмёт ту женщину в жёны. Анна ответила, что никогда больше не будет с ним иметь никаких отношений, а эта молодая больше ему подойдёт по характеру. Абрахам ушёл с той женщиной и вскоре действительно женился на ней, Анна навсегда рассталась с мужем и остаток жизни посвятила общине шейкеров. Из прибывших вместе с Анной Ли ещё двое — Нэнси Ли и Ричард Хокнилл — покинули эту общину, потому что влюбились друг в друга и не пожелали соблюдать целибат.

## Шейкеры

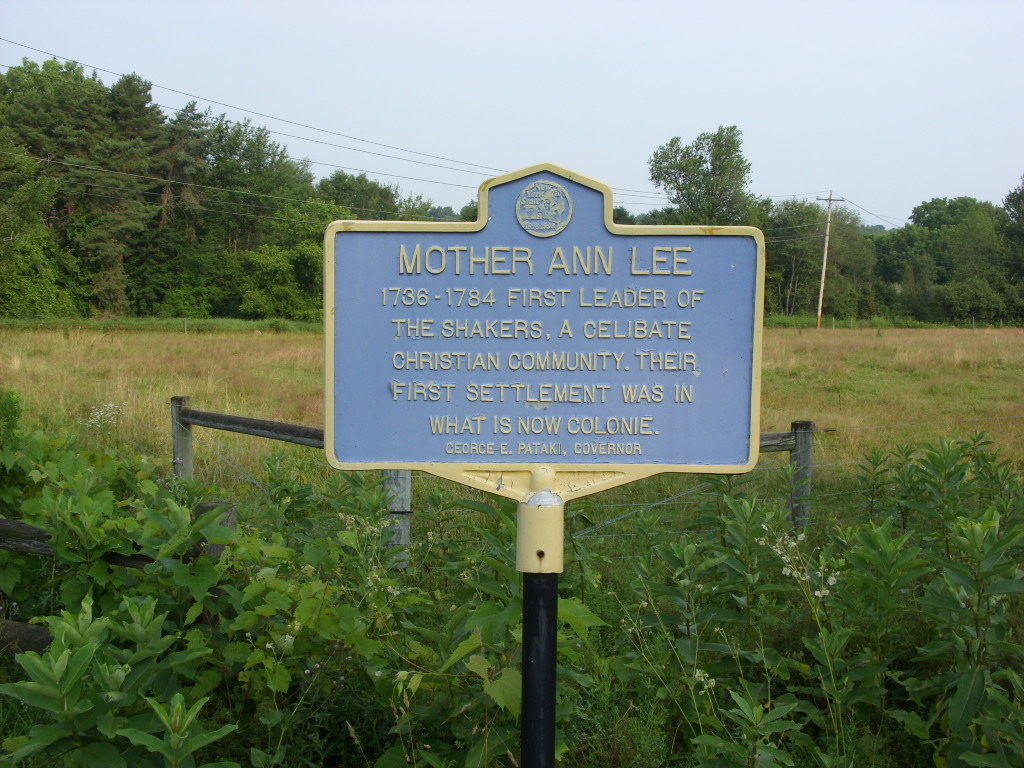
Памятный знак на Анны Ли на месте первого поселения шейкеров

В 1776 году Анна Ли с оставшимися последователями начали строить первое поселение шейкеров, которое они назвали «Нискаюна» (Niskayuna) — по индейскому названию той местности. Сейчас это место называется «исторический шейкерский район Ватерфлит»; оно находится на территории города Колони (округ Олбани, штат Нью-Йорк, США). Там Анна прожила последующие три с половиной года.
Летом 1776 года Анна Ли и её последователи были арестованы уже американскими властями по обвинениям в скрытой враждебности, так как по религиозным соображениям отказались давать присягу, в конце того же года были освобождены по воле губернатора штата.

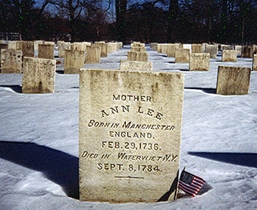
Могила Анны Ли

В мае 1781 года вместе с несколькими Старшими Братьями и Сёстрами она отправилась в город Гарвард штата Массачусетс и далее по восточным штатам (Новой Англии) в миссионерское путешествие, в котором провела два года и четыре месяца, обратила многих людей. Новые шейкеры появились в городах Новый Ливан и Канаан штата Нью-Йорк, Питсфилд, Ричмонд, Эшфилд, Гарвард и Ширли штата Массачусетс, а также в округе Хэнкок штата Индиана, в штатах Коннектикут, Нью-Гэмпшир и Мэн (тогда ещё часть Массачусетса), и в других местах.
В 1783 году Анна Ли вернулась в первое шейкерское поселение и более не покидала его. 8 сентября 1784 года она умерла и была похоронена там же.

## Историография

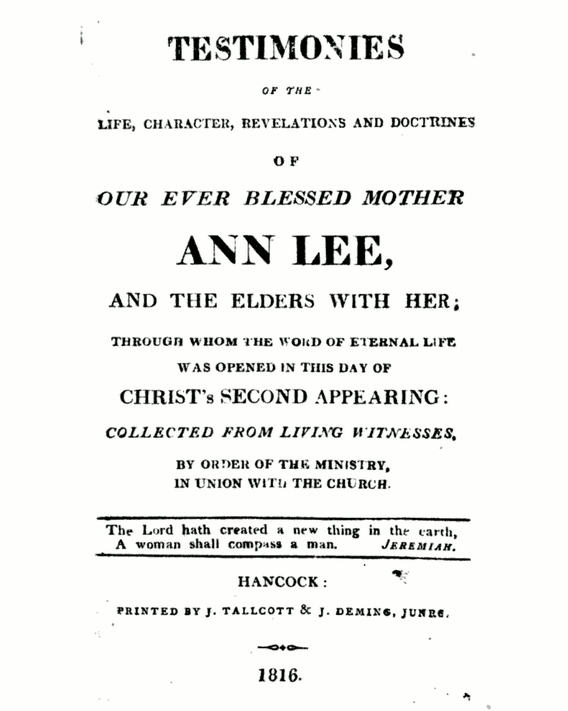
Титульный лист первой печатной биографической книги об Анне Ли, изданной шейкерами в 1816 году

Найдено совсем немного записей об Анне Ли, сделанных при её жизни, и сведения из них скудны. Современным биографам приходится использовать в качестве источников информации книги о ней, изданные через десятилетия после её смерти:
- Youngs, Benjamin S. The Testimony of Christ's Second Appearing. — 1808.
- Green, Calvin; Wells, Seth Y. A Summary View of the Millennial Church. — 1823.
- Testimonies of the Life, Character, Revelations and Doctrines of Our Ever Blessed, and the Elders with Her. — 1816.

Эти книги написаны на основе интервью с современниками Анны Ли, и представлят детальное описание её жизни. Но все они написаны верующими шейкерами, что заставляет сомневаться в беспристрастности и непредвзятости изложения.
Никаких прижизненных портретов Анны Ли не обнаружено, и о её внешности мало что известно. Питер Бишоп (Peter Bishop) из города Монтейг штата Массачусетс отзывался об Анне Ли как о самой красивой женщине из всех, которых он когда-либо видел. Другие говорили об очаровательных голубых глазах и «внутреннем сиянии», о том, что её красота была не поверхностной, а более глубокой. Третьи — что внешне Анна Ли не особо выделялась среди окружающих женщин, хотя многие считали её красивой; была довольно плотного, но правильного телосложения, низкорослой, физически крепкой и довольно сильной, с правильными чертами лица, голубыми глазами и светло-каштановыми волосами.
Портрет (см. вверху справа) предположительно был «психометрически написан» неким Миллесоном из Нью-Йорка в 1871 году, через десятки лет после смерти Анны Ли. Многие шейкеры XIX века почитали его подлинным, но никаких независимых подтверждений этому нет.

## Пояснения
1. ↑  Кроме Анны Ли, известно только девять женщин, проповедовавших религию до 1800 года[6].
2. ↑  Первоначально в Англии фамилия этой семьи была Lees, но потом последняя буква «s» где-то в пути «потерялась», и в Америке говорили и писали только Lee[12].
3. ↑  Видимо, та же история с упрощением фамилии после эмиграции в Америку. В Англии было Standerin, потом сократили до Standley, а затем и до Stanley[12].
4. ↑  англ. a further degree of light and power
5. ↑  англ. James and I lodge together but we do not touch each other any more than two babes. You may return and do likewise.
6. ↑  англ. every gratification of a carnal nature
7. ↑  англ. manifestation of Divine light
8. ↑  англ. Captain, be of good cheer ; there shall not a hair of our heads perish ; we shall ar rive safe in America. I just saw two bright angels of God standing by the mast, through whom I received this promise.
9. ↑  Шейкеры считают, что «Марию» тогда спасло божественное вмешательство, но возможно и другое — естественное — объяснение этого. Бывший шейкер Уильям Дж. Хаскетт (William J. Haskett), автор книги «Разоблачённый шейкеризм, или история шейкеров …» (англ. Shakerism Unmasked, Or The History of the Shakers …) утверждает, что плавал на этом же самом судне, тогда уже очень ветхом, и попадал в аналогичную ситуацию, когда от удара одной волны началась течь, а от удара другой она прекратилась; это можно объяснить особенностями конструкции корабля и силой волн, а не сверхъестественными причинами[84].

## Список литературы
на русском языке
- Ремини Р. 4. Эра Джексона // Краткая история США = A Short History of the United States. — Азбука-Аттикус, 2015. — ISBN 9785389103818.
- Ли, Анна // Энциклопедический словарь Брокгауза и Ефрона : в 86 т. (82 т. и 4 доп.). — СПб., 1890—1907.

на других языках
- Ann Lee // American History Companion: The Reader's Companion to American History / editors Eric Foner and John A. Garraty. — Houghton Mifflin, 1991. — ISBN 9780395513729.
- Aune, Michael Bjerknes; DeMarinis, Valerie M. Religious and Social Ritual: Interdisciplinary Explorations. — SUNY Press, 1996. — ISBN 978-0-7914-2825-2.
- Brekus, Catherine A. Strangers and Pilgrims: Female Preaching in America, 1740–1845. — Chapel Hill: University of North Carolina Press[англ.]*, 1998.
- Campion, Nardi Reeder. Ann the Word: The Life of Mother Ann Lee, Founder of the Shakers. — Boston: Little, Brown and Company, 1976. — ISBN 9780316127677.
- Campion, Nardi Reeder. Mother Ann Lee: Morning Star of the Shakers. — UPNE, 1990. — 179 p. — ISBN 0874515270, 9780874515275.
- Clark, Bob. Enfield, Connecticut: Stories Carved in Stone. — Dog Pond Press, 2006. — P. 189. — ISBN 978-0-9755362-5-4.
- Evans, Frederick William. Shakers: Compendium of the Origin, History, Principles, Rules and Regulations, Government, and Doctrines of the United Society of Believers in Christ's Second Appearing : with Biographies of Ann Lee, William Lee, Jas. Whittaker, J. Hocknell, J. Meacham, and Lucy Wright. — Appleton, 1859.
- Francis, Richard. Ann, the Word: The Story of Ann Lee, Female Messiah, Mother of the Shakers, the Woman Clothed with the Sun. — Arcade Publishing, 2001. — 388 p. — ISBN 1559705620, 9781559705622.
- Green, Calvin; Wells, Seth Y. A Summary View of the Millennial Church. — 1823.
- Hager, Jacob Henry. Lee, Ann (англ.) // Appletons' Cyclopædia of American Biography. — 1892.
- Haskett, William J. Shakerism Unmasked, Or The History of the Shakers .... — author, 1828. — 300 p.
- Hall, Roger L. A Guide to Shaker Music - With Music Supplement. — 6th ed.. — Stoughton, MA: Pine Tree Press, 2006.
- Kern, Louis J. An Ordered Love: Sex Roles and Sexuality in Victorian Utopias: The Shakers, the Mormons, and the Oneida community. — Chapel Hill: University of North Carolina Press[англ.]*, 1981. — ISBN 9780807814437.
- Lee, Ann (англ.) // The American Cyclopædia. — 1879.
- Morse, Flo. The Shakers and the World's People. — UPNE, 1987. — 381 p. — ISBN 0874514266, 9780874514261.
- Ruether, Rosemary Radford. Women and Redemption: A Theological History. — Fortress Press, 2011. — ISBN 978-1-4514-1778-4.
- Stein, Stephen J. The Shaker Experience in America. — Yale University Press, 1992.
- Testimonies of the Life, Character, Revelations and Doctrines of Our Ever Blessed, and the Elders with Her. — 1816.
- Thompson, Edward Palmer. The Making of the English Working Class. — IICA, 1980.
- Youngs, Benjamin S. The Testimony of Christ's Second Appearing. — 1808.